# Protarchus magnus
Protarchus magnus là một loài tò vò trong họ Ichneumonidae.